# Папа Бонифације IX
Папа Бонифације IX (лат. Bonifatius IX; Напуљ 1350 - Рим, 10. октобар 1404) је био 203. папа од 10. новембра 1389. до 1. октобра 1404.